# Vefa SK

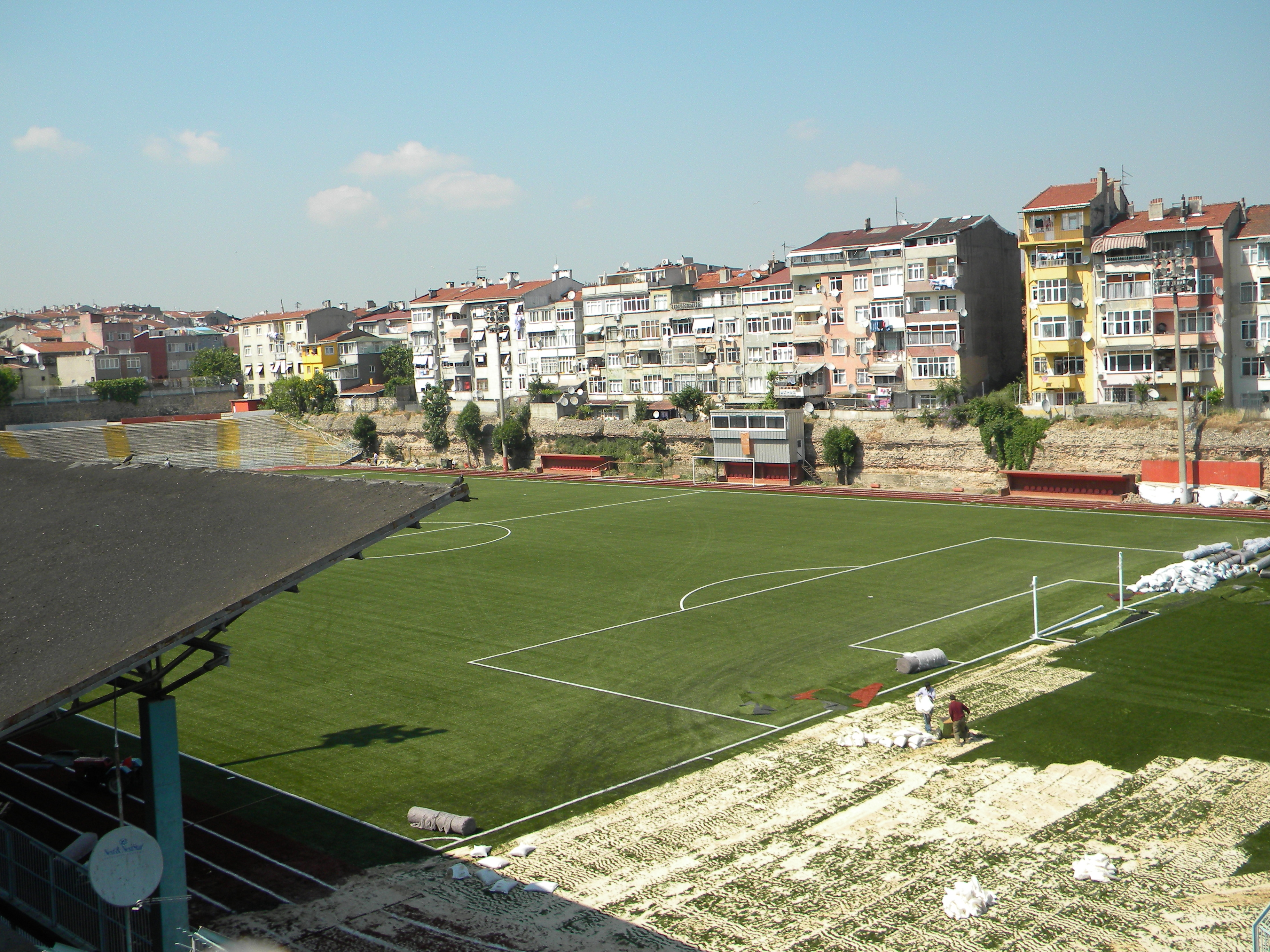
Vefastadion waar in het voorjaar van 2013 kunstgras wordt aangelegd.

Vefa Spor Kulübü is een voetbalclub opgericht in 1908 te Vefa, een wijk in het district Fatih, Istanboel, Turkije. De clubkleuren zijn groen en wit. De thuisbasis van de voetbalclub is het Vefastadion. Vefa SK komt uit in de Bölgesel Amatör Lig, het hoogste amateurniveau van Turkije.

## Historie
De club werd in 1908, net nadat Turks voetbal gelegaliseerd werd, opgericht als Vefa Terbiyeyi Bedeniye. Tot 1959 voetbalde Vefa SK in de Istanbul-voetbalcompetitie. In 1959 schreef de directie zich in voor de Süper Lig, waarin het aanvankelijk kleine successen kende. Zo eindigde de club datzelfde jaar op de derde plaats in de hoogste Turkse voetbalcompetitie. In 1972/73 behaalde Vefa SK de halve finale van de Turkse Beker, waarin het verloor van de winnaar van de beker, Galatasaray SK.
Voornamelijk in de jaren 50 werd Vefa SK, na Beşiktaş JK, Fenerbahçe SK en Galatasaray SK, gezien als de vierde populairste club van Istanbul (en Turkije). Nadat de eerder genoemde drie clubs steeds meer populariteit in gingen winnen in de jaren 70, zag men ook dat Vefa SK steeds slechter ging presteren. In 2000 degradeerde Vefa SK naar de Istanbul Amateurdivisie. Sinds het seizoen 2015-16 speelt de club in de Bölgesel Amatör Lig.

## Recordhouders

### Meest gespeelde competitiewedstrijden (1908-2025)
| Rangschikking | Positie | Nationaliteit    | Naam                | Wedstrijden | Periode   |
| ------------- | ------- | ---------------- | ------------------- | ----------- | --------- |
| 1             | V       | Vlag van Turkije | Rahmi Denizöz       | 268         | 1947-1962 |
| 2             | A       | Vlag van Turkije | Bekir Psav          | 252         | 1962-1973 |
| 3             | A       | Vlag van Turkije | İsmet Yamanoğlu     | 252         | 1949-1962 |
| 4             | M       | Vlag van Turkije | Fikri Beşiroğlu     | 226         | 1962-1974 |
| 5             | M       | Vlag van Turkije | Galip Haktanır      | 216         | 1942-1955 |
| 6             | M       | Vlag van Turkije | Muhteşem Kural      | 191         | 1928-1944 |
| 7             | A       | Vlag van Turkije | Arif Dökel          | 177         | 1953-1961 |
| 8             | A       | Vlag van Turkije | Nejat Küçüksorgunlu | 177         | 1955-1963 |
| 9             | V       | Vlag van Turkije | Hilmi Kiremitçi     | 176         | 1955-1967 |
| 10            | M       | Vlag van Turkije | Abdülmetin Kocaoğlu | 176         | 1964-1972 |

### Topscorer aller tijden (1908-2025)
| Rangschikking | Positie | Nationaliteit    | Naam                  | Wedstrijden | Goals | Moyenne | Periode   |
| ------------- | ------- | ---------------- | --------------------- | ----------- | ----- | ------- | --------- |
| 1             | A       | Vlag van Turkije | Muhteşem Kural        | 191         | 105   | 0.55    | 1928-1944 |
| 2             | A       | Vlag van Turkije | İsmet Yamanoğlu       | 252         | 69    | 0.27    | 1949-1962 |
| 3             | A       | Vlag van Turkije | Garbis İstanbulluoğlu | 94          | 57    | 0.61    | 1950-1957 |
| 4             | A       | Vlag van Turkije | Bekir Psav            | 252         | 55    | 0.22    | 1962-1973 |
| 5             | A       | Vlag van Turkije | Zeki Temizer          | 124         | 54    | 0.44    | 1964-1969 |
| 6             | A       | Vlag van Turkije | Haydar Boraganlı      | 131         | 53    | 0.4     | 1939-1949 |
| 7             | A       | Vlag van Turkije | Selahattin Pural      | 113         | 53    | 0.47    | 1929-1942 |
| 8             | A       | Vlag van Turkije | Hilmi Kiremitçi       | 176         | 51    | 0.29    | 1955-1967 |
| 9             | M       | Vlag van Turkije | Galip Haktanır        | 216         | 44    | 0.2     | 1942-1955 |
| 10            | A       | Vlag van Turkije | Uzun Hakkı            | 70          | 43    | 0.61    | 1940-1946 |

## Competitieresultaten

### Periode voor nationaal professioneel voetbal (1919-1959)
- İstanbul Türk İdman Birliği Ligi: 2

1919-1921
- İstanbul Cuma Ligi: 2

1921-1923
- İstanbul Ligi: 18

1923-1951
- İstanbul Profesyonel Futbol Ligi: 8

1952-1959

### Periode na nationaal professioneel voetbal (1959-2025)
- Süper Lig: 14

1959-1963, 1965-1974
- TFF 1. Lig: 15

1963-1965, 1974-1987
- TFF 2. Lig: 9

1987-1994, 1998-2000
- Bölgesel Amatör Lig: 3

2012-2014, 2015-
- İstanbul Super Amateur divisie: 16

1994-1998, 2000-2010, 2014-15

### Erelijst
TFF 1. Lig: kampioen 1964-1965